# Francisco de Paula Rodrigues Alves
Francisco de Paula Rodrigues Alves (Guaratinguetá, 7 de juliol de 1848 — Rio de Janeiro, 16 de gener de 1919) va ser un polític brasiler, Conseller de l'Imperi, president de la província de São Paulo, president de l'estat, ministre de la hisenda i cinquè president de Brasil. Va governar São Paulo per tres mandats: 1887 - 1888, com a president de la província, i com a cinquè president de l'estat de 1900 a 1902 i com novè president de 1912 a 1916. Últim paulista de naixement a prendre possessió com a president de Brasil, va ser triat dues vegades, va complir el primer mandat (1902 a 1906), però va morir abans d'assumir el segon mandat (que hauria d'estendre's de 1918 a 1922).